# Tetramer
Tetramer se sastoji od četiri podjedinice. Analogno svojstvo se naziva tetramerija. U hemiji se ovaj termin odnosi na molekul formiran od četiri monomera (na primer kobofenol A, molecule formiran od četiri stilbenoidna monomera).
U biohemiji, on ima slično značenje. To je biomolekul formiran od četiri podjedinice, koje mogu da budu identične (homotetramer), i.e. konkanavalin A ili različite (heterotetramer), i.e. hemoglobin. Hemoglobin ima 4 slične pidjednice, dok imunoglobulini imaju 2 veoma raličite podjedinice. Svaka od različitih podjedinica može da bude aktivna, npr. vezivanje biotina u avidinskim tetramerima, ili mogu da imaju zajedničko biološko svojstvo, kao što je alosterno vezivanje kiseonika u hemoglobinu.